# The Rasmus (album)
The Rasmus – ósmy album studyjny fińskiej grupy The Rasmus. Wydawnictwo ukazało się 18 kwietnia 2012 nakładem wytwórni muzycznej Universal Music. Płytę poprzedził wydany 5 marca 2012 roku singel pt. I'm a Mess. Drugim singlem z płyty był utwór "Stranger", a trzecim "Somewhere".

## Lista Utworów
1. „Stranger" – 3:59
2. „I'm a Mess" – 4:12
3. „It's Your Night" – 3:37
4. „Save Me Once Again" – 4:36
5. „Someone's Gonna Light You Up" – 3:44
6. „End of the Story" – 4:10
7. „You Don't See Me" – 3:13
8. „Somewhere" – 5:29
9. „Friends Don't Do Like That" – 4:27
10. „Sky" – 3:59